# Joan Harrison (sceneggiatrice)
Joan Harrison (Guildford, 26 giugno 1907 – Londra, 14 agosto 1994) è stata una sceneggiatrice, produttrice cinematografica e produttrice televisiva britannica.
Ha ricevuto due candidature ai Premi Oscar 1941. Dal 1958 fino alla morte è stata sposata con lo scrittore Eric Ambler. Ha collaborato con Alfred Hitchcock.

## Filmografia parziale

### Sceneggiatura
- La taverna della Giamaica (Jamaica Inn) (1939)
- Rebecca - La prima moglie (Rebecca) (1940)
- Il prigioniero di Amsterdam (Foreign Correspondent) (1940)
- Il sospetto (Suspicion) (1941)
- Sabotatori (Saboteur) (1942)
- Acque scure (Dark Waters) (1944)
- Fiesta e sangue (Ride the Pink Horse) (1947; non accreditata)

### Produzione
Cinema
- La donna fantasma (Phantom Woman) (1944; prod. associata)
- Io ho ucciso! (The Strange Affair of Uncle Harry) (1945)
- Notturno di sangue (Nocturne) (1946)
- Nessuno mi crederà (They Won't Believe Me) (1947)
- Fiesta e sangue (Ride the Pink Horse) (1947)
- Gli ultimi giorni di uno scapolo (Once More, My Darling) (1949)
- Your Witness (1950)
- La cortina del silenzio (Circle of Danger) (1951)

Televisione
- Janet Dean, Registered Nurse (1954)
- Suspicion (1957-1958)
- Alfred Hitchcock presenta (1957-1962)
- The Alfred Hitchcock Hour (1962-1965)
- Journey to the Unknown (1968-1969)
- The Most Deadly Game (1970-1971)